# Архиепархия Сантьяго-де-лос-Кабальероса
Архиепархия Сантьяго-де-лос-Кабальероса (лат. Archidioecesis Sancti Iacobi Equitum) — архиепархия Римско-Католической церкви с центром в городе Сантьяго-де-лос-Кабальерос, Доминиканская Республика. В митрополию Сантьяго-де-лос-Кабальероса входят епархии Ла-Веги, Мао — Монте-Кристи, Пуэрто-Платы, Сан-Франсиско-де-Макориса. Кафедральным собором архиепархии Сантьяго-де-лос-Кабальероса является церковь Святого Иакова в городе Сантьяго-де-лос-Кабальерос.

## История
25 сентября 1953 года Римский папа Пий XII издал буллу «Si magna et excelsa», которой учредил епархию Сантьяго-де-лос-Кабальероса, выделив её из архиепархии Санто-Доминго. Первоначально епархия Сантьяго-де-лос-Кабальероса являлась суффраганной по отношению к архиепархии Санто-Доминго.
16 января 1978 года епархия Сантьяго-де-лос-Кабальероса передала часть своей территории для возведения епархии Мао — Монте-Кристи, а также передала провинцию Салкедо епархии Ла-Веги.
14 февраля 1994 года Римский папа Иоанн Павел II издал буллу «Solicitam sane curam», которой возвёл епархию Сантьяго-де-лос-Кабальероса в ранг архиепархии.
16 декабря 1996 года архиепархия Сантьяго-де-лос-Кабальероса передала часть своей территории для возведения епархии Пуэрто-Платы.

## Ординарии епархии
- епископ Hugo Eduardo Polanco Brito (22.07.1956 — 14.03.1966) — назначен вспомогательным епископом Нуэстра-Сеньора-де-ла-Альтаграсия-эн-Игуэя;
- епископ Roque Antonio Adames Rodríguez (14.03.1966 — 22.04.1992);
- архиепископ Juan Antonio Flores Santana (13.07.1992 — 16.07.2003);
- архиепископ Ramón Benito de La Rosa y Carpio (16.07.2003 — 23.02.2015);
- архиепископ Freddy Antonio de Jesús Bretón Martínez (23.02.2015 — 7.10.2023, в отставке);
- архиепископ Héctor Rafael Rodríguez Rodríguez, M.S.C. (7.10.2023 — по настоящее время).

## Статистика
На конец 2004 года из 1 065 886 человек, проживающих на территории епархии, католиками являлись 870 635 человек, что соответствует 81,7% от общего числа населения епархии.
| год  | население | население | население | священники | священники        | священники         | священники                           | постоянные диаконы | монахи  | монахи  | приходы |
| год  | католики  | всего     | %         | всего      | белое духовенство | черное духовенство | число католиков на одного священника | постоянные диаконы | мужчины | женщины | приходы |
| ---- | --------- | --------- | --------- | ---------- | ----------------- | ------------------ | ------------------------------------ | ------------------ | ------- | ------- | ------- |
| 1964 | 872.928   | 882.928   | 98,9      | 94         | 33                | 61                 | 9.286                                |                    | 72      | 253     | 32      |
| 1970 | 1.025.452 | 1.047.683 | 97,9      | 87         | 28                | 59                 | 11.786                               |                    | 76      | 312     | 37      |
| 1976 | 1.184.000 | 1.209.631 | 97,9      | 107        | 40                | 67                 | 11.065                               | 7                  | 119     | 270     | 44      |
| 1980 | 853.046   | 877.933   | 97,2      | 75         | 38                | 37                 | 11.373                               | 20                 | 70      | 242     | 30      |
| 1990 | 932.200   | 1.100.432 | 84,7      | 86         | 43                | 43                 | 10.839                               | 59                 | 50      | 149     | 36      |
| 1999 | 789.000   | 876.753   | 90,0      | 91         | 44                | 47                 | 8.670                                | 74                 | 56      | 79      | 66      |
| 2000 | 789.000   | 876.753   | 90,0      | 75         | 42                | 33                 | 10.520                               | 103                | 42      | 79      | 70      |
| 2001 | 789.000   | 920.000   | 85,8      | 98         | 54                | 44                 | 8.051                                | 96                 | 63      | 97      | 79      |
| 2002 | 789.000   | 966.000   | 81,7      | 83         | 54                | 29                 | 9.506                                | 97                 | 46      | 109     | 82      |
| 2003 | 662.000   | 810.462   | 81,7      | 93         | 54                | 39                 | 7.118                                | 100                | 52      | 86      | 86      |
| 2004 | 870.635   | 1.065.886 | 81,7      | 95         | 52                | 43                 | 9.164                                | 109                | 63      | 153     | 86      |